# District de Kurung Kumey
Le district de Kurung Kumey est un district de l'état de l'Arunachal Pradesh, en Inde.

## Géographie
Au recensement de 2011, sa population compte 89 717 habitants.
Son chef-lieu est la ville de Koloriang. 